# Уоллоп, Оливер, 8-й граф Портсмут
Оливер Генри Уоллоп, 8-й граф Портсмут (англ. Oliver Henry Wallop, 8th Earl of Portsmouth; 13 января 1861 — 10 февраля 1943) — британский пэр, а также член Законодательного собрании штата Вайоминг в США.

## Происхождение и образование
Родился 13 января 1861 года в Эггесфор-хаусе, графство Девон, Англия. Третий сын Исаака Феллоуза (позднее — Уоллопа), 5-го графа Портсмута (1825—1891), и леди Эвелин Алисии Джулианы Герберт (1834—1906), дочери Генри Герберта, 3-го графа Карнарвона. Он получил образование в Итонском колледже и Баллиол-колледже Оксфордского университета.

## Вайоминг
В 1884 году Оливер Уоллоп эмигрировал в США. Благодаря своим денежным переводам он капитализировал конное ранчо недалеко от Майлз-Сити, штат Монтана. Два жеребца английского происхождения, подаренные его отцом, помогли ему начать коневодческую деятельность. В 1890 году Уоллоп купил усадьбу недалеко от Биг-Хорна, штат Вайоминг. Там он начал выращивать и тренировать пони для игры в поло и тандемные конные упряжки. Пять лет спустя он купил еще одно ранчо в устье Литтл-Гуз-Крик, назвал его «Каньон-Ранчо» и перенес туда свое предприятие.
В 1899 году Оливер Уоллоп стал партнером своих соседей, британских эмигрантов Уильяма и Малкольма Монкрейфф, в расширении конного бизнеса. В то время лошадь в Вайоминге могла стоить от пяти до тридцати девяти долларов. Уоллоп и его партнеры покупали лошадей по сравнительно невысоким ценам, обучали их и продавали британской кавалерии за девяносто семь долларов. За три года Второй англо-бурской войны на территории нынешней Южной Африки было отправлено более двадцати тысяч лошадей. Во время Первой мировой войны Оливер Уоллоп и его партнеры поставляли лошадей в британскую, французскую и итальянскую армии. Сам Уоллоп взял на себя роль покупателя лошадей в штатах Орегон и Вашингтон.
Он стал гражданином США в 1904 году и был впервые избран в Законодательное собрание Вайоминга в 1908 году, проработав два срока в качестве республиканца в Палате представителей Вайоминга.

## Англия
В 1917—1919 годах он служил в британской армии во время Первой мировой войны.
В сентябре 1925 года после смерти своего старшего бездетного брата, Джона Феллоуза Уоллопа, 7-го графа Порсмута (1859—1925), Оливер Уоллоп унаследовал титулы 8-го графа Портсмута, 8-го виконта Лимингтона и 8-го барона Уоллопа из Фарли Уоллопа. Ему разрешили занять своё место в Палате лордов после того, как он впервые отказался от американского гражданства.
82-летний Оливер Уоллоп скончался в Колорадо-Спрингс, штат Колорадо, в феврале 1943 года, после года болезни.

## Брак и дети
В апреле 1897 года Оливер Уоллоп женился на Маргарите Уокер (? — 9 мая 1938), дочери Сэмюэля Джонсона Уокера из Кентукки и Аманды, урожденной Морхед (дочери губернатора Чарльза С. Морхеда). У супругов было двое сыновей:
- Джерард Вернон Уоллоп, 9-й граф Портсмут (16 мая 1898 — 28 сентября 1984), старший сын и преемник отца.
- Достопочтенный Оливер Малкольм Уоллоп (10 мая 1905 — 16 апреля 1980)[1], гражданин США, дважды женат, четверо детей от первого брака.